# 더 프라임 타임 플레이어스

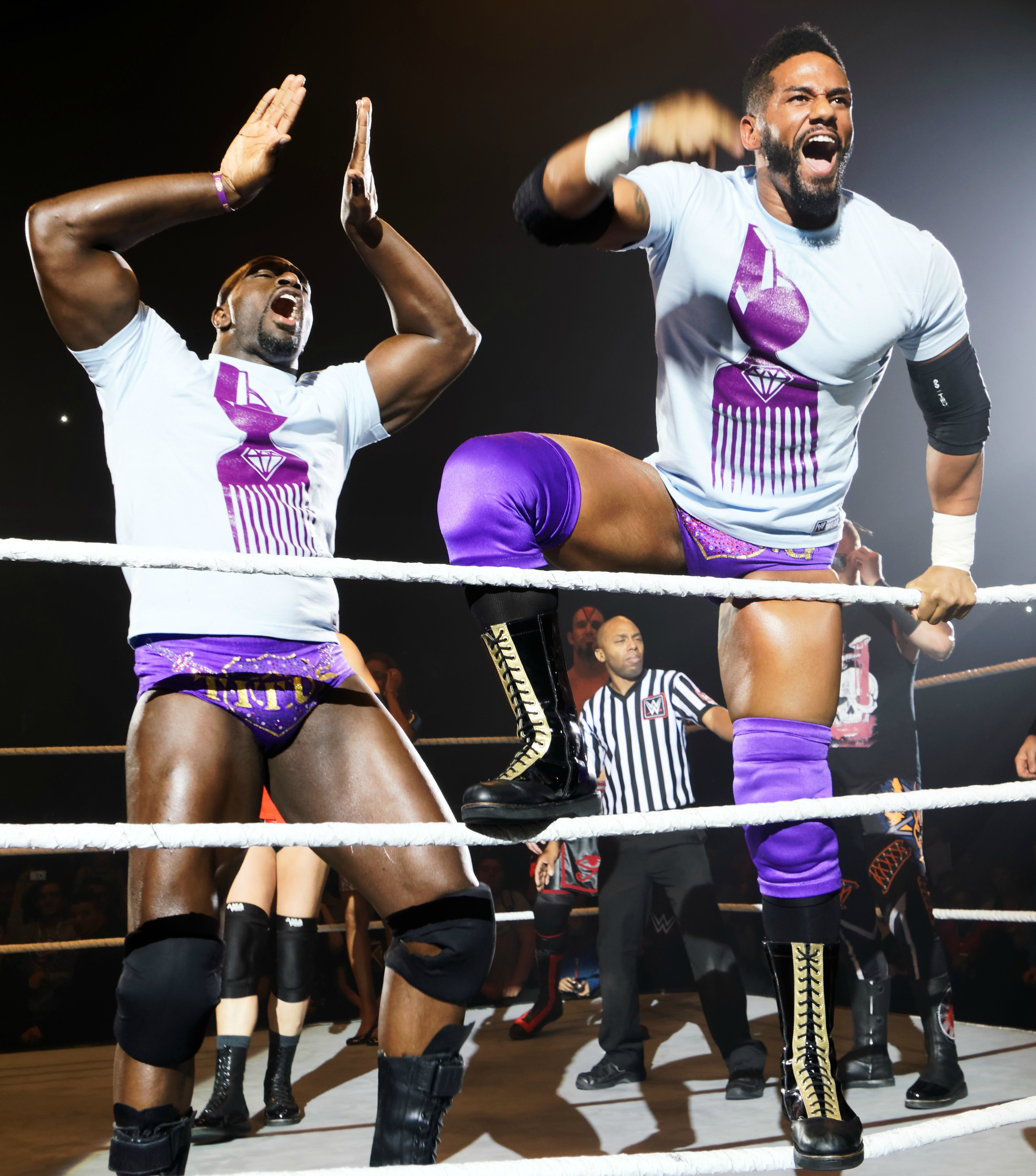

프라임 타임 플레이어스(The Prime Time Players)는 2012년 4월 20일 WWE 스맥다운에서 대런 영, 타이터스 오닐하고 같이 태그팀으로 등장을 했다. 처음에는 아브라함 워싱턴이 에디 콜론, 에피코을 배신을 해 끝내 노 웨이 아웃 2012에서 계약을 맺으면서 오거나 아브라함 워싱턴이 끝내 2012년 8월 10일 WWE 방출을 당하거나 다시 대런 영, 타이터스 오닐이 둘이서 태그팀을 활동을 하게 되었으나 2013년 8월 19일 WWE Raw에서 선역을 돌아왔으나 2014년 1월 31일끝내 타이터스 오닐이 대런 영을 배신을 해서 타이터스 오닐은 악역이 되고 말았으며 해제되고 말았지만 2015년 2월 16일 선역으로  타이터스 오닐이 대런 영을 도와주고 WWE 선역으로 복귀를 하였다. 하지만 다시 타이터스 오닐이 배신을 해 해체됐다.

## 인 레슬링/In wrestling
- 더블 팀 피니싱 무브/Double-team finishing moves는
  - 게토 블레스터/Ghetto Blaster(백브레이커 홀드 다이빙 엘보우 드롭 콤비네이션/Backbreaker hold diving elbow drop combination)
  - 파워밤 다이빙 래리어트 콤비네이션/Powerbomb diving lariat combination

- 더블 팀 시그니처/Double-team signature moves
  - 더블 숄더 블록/Doulbe shoulder block
  - 두잉 인버티드 수플렉스 슬램 온 오포넌트 인 더 그라운드/Doing Inverted suplex slam on an opponent in the ground
  - 콤비네이션 버티컬 수플렉스 리프트 킥 투 더 에어리어 에버리지 어포넌트즈/Combination vertical suplex lift kick to the area average opponent's

- 오닐스 피니싱무브/O'Neil's finishing moves
  - 크래쉬 오브 타이터스/Clash of the Titus(싯아웃 스파인버스터/Sitout spinebuster),밀리언 달러 슬램/Million Dollar Slam(펌프핸들 파워슬램/Pumphandle powerslam)

- 영스 피니싱무브/Young's finishing moves
  - 것 체크/Gut Check(파이어맨즈 캐리 더블 니 것버스터/Fireman's carry double knee gutbuster)

## 수상
- PWI 랭크드 오닐 넘버 82 오브 더 탑 500 싱글즈 레슬링 인 더 PWI 500 인 2013
- PWI 랭크드 영 넘버 89 오브 더 탑 500 싱글즈 레슬링 인 더 PWI 500 인 2013
- 인스피레이셔널 레슬러 오브 더 이열 (2013) - 영
- WWE 태그팀 챔피언 (1회)
- MGEA 셀러브리티 데드 오브 더 이열 (2015) - 오닐